# Maršal Vasilevskij (cacciatorpediniere)
Il Maršal Vasilevskij fu un cacciatorpediniere classe Udaloj della Marina russa.

## Sviluppo e progettazione
Il Progetto 1155, sviluppato negli anni '70, era un programma sovietico volto alla progettazione e costruzione di navi da combattimento specializzate. Si trattava di un tentativo di creare una classe di cacciatorpediniere antisommergibile, poi nota come classe Udaloj, in risposta all'elevato costo delle navi multiruolo di grandi dimensioni.
La nave era lunga 156 metri, con un baglio (larghezza) di 17,3 metri e un pescaggio di 6,5 metri.

## Costruzione e carriera
Il Maršal Vasilevskij fu una nave antisommergibile della classe Udaloy, impostata il 22 aprile 1979 presso il cantiere Severnaya Verf di Leningrado. Il varo avvenne il 29 dicembre 1981, e la nave entrò ufficialmente in servizio l'8 dicembre 1983. Solo pochi giorni dopo, il 12 dicembre 1983, fu issata per la prima volta la bandiera della marina, segnando l'inizio della sua operatività. Il 18 gennaio 1984, la nave fu assegnata alla Flotta del Nord.
Nel 1986, il Maršal Vasilevskij partecipò a pattugliamenti di combattimento nel Mar Mediterraneo. Negli anni '90, fece parte della 10ª Brigata di grandi navi antisommergibile della Seconda Divisione di navi antisommergibile della Flottiglia Kola, un'unità della Flotta del Nord. Il suo numero di unità militare era 31247.
Dal 1996 al 1998, la nave fu di stanza al molo 20 di Severomorsk, mentre numerose altre unità della classe classe Udaloj venivano smantellate. Alla fine del 1997, l'equipaggio ridotto dell'Udaloj venne trasferito a bordo del Maršal Vasilevskij. Tuttavia, a causa di problemi ai motori, la nave rimase ormeggiata a Severomorsk seppur con un carico completo di munizioni.
L'ultima uscita in mare del Maršal Vasilevskij avvenne nell'aprile del 1997. Durante questa missione finale, l'equipaggio registrò un contatto acustico con un sottomarino straniero, che durò dieci minuti. Per il successo della rilevazione, la squadra idroacustica della nave ricevette una breve vacanza omaggio, per ordine del comandante della Flottiglia Kola.
Nel 2004, i cannoni AK-100 della nave furono smontati e trasferiti sul Vice-ammiraglio Kulakov durante le riparazioni di quest'ultima. Infine, l'11 dicembre 2006 (secondo altre fonti, il 10 febbraio 2007), la bandiera della marina fu solennemente ammainata sulla nave, segnando il congedo definitivo dell'equipaggio e la fine della sua operatività.

## Galleria d'immagini

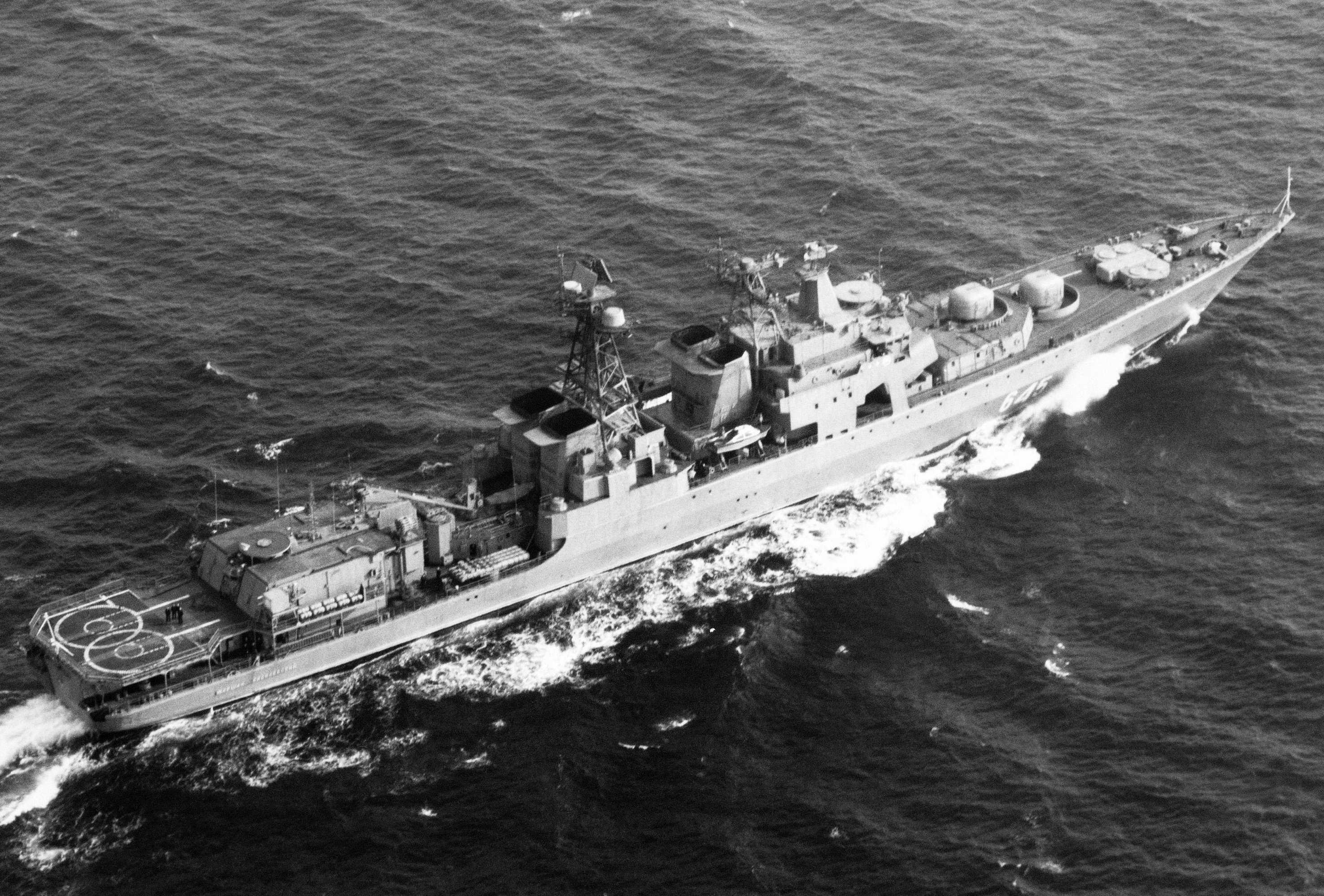
Il Maršal Vasilevskij1986.
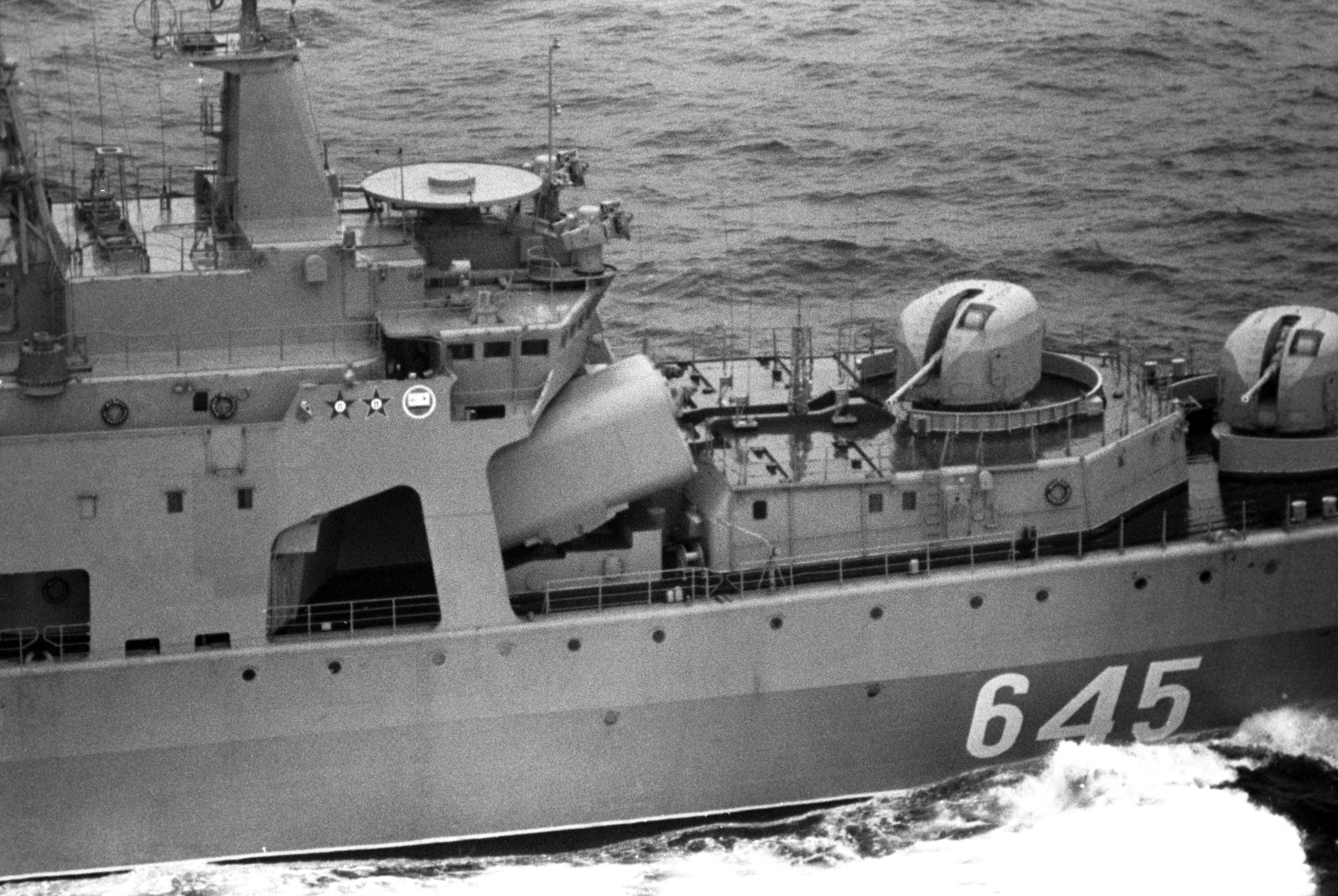
Il Maršal Vasilevskij 1987.
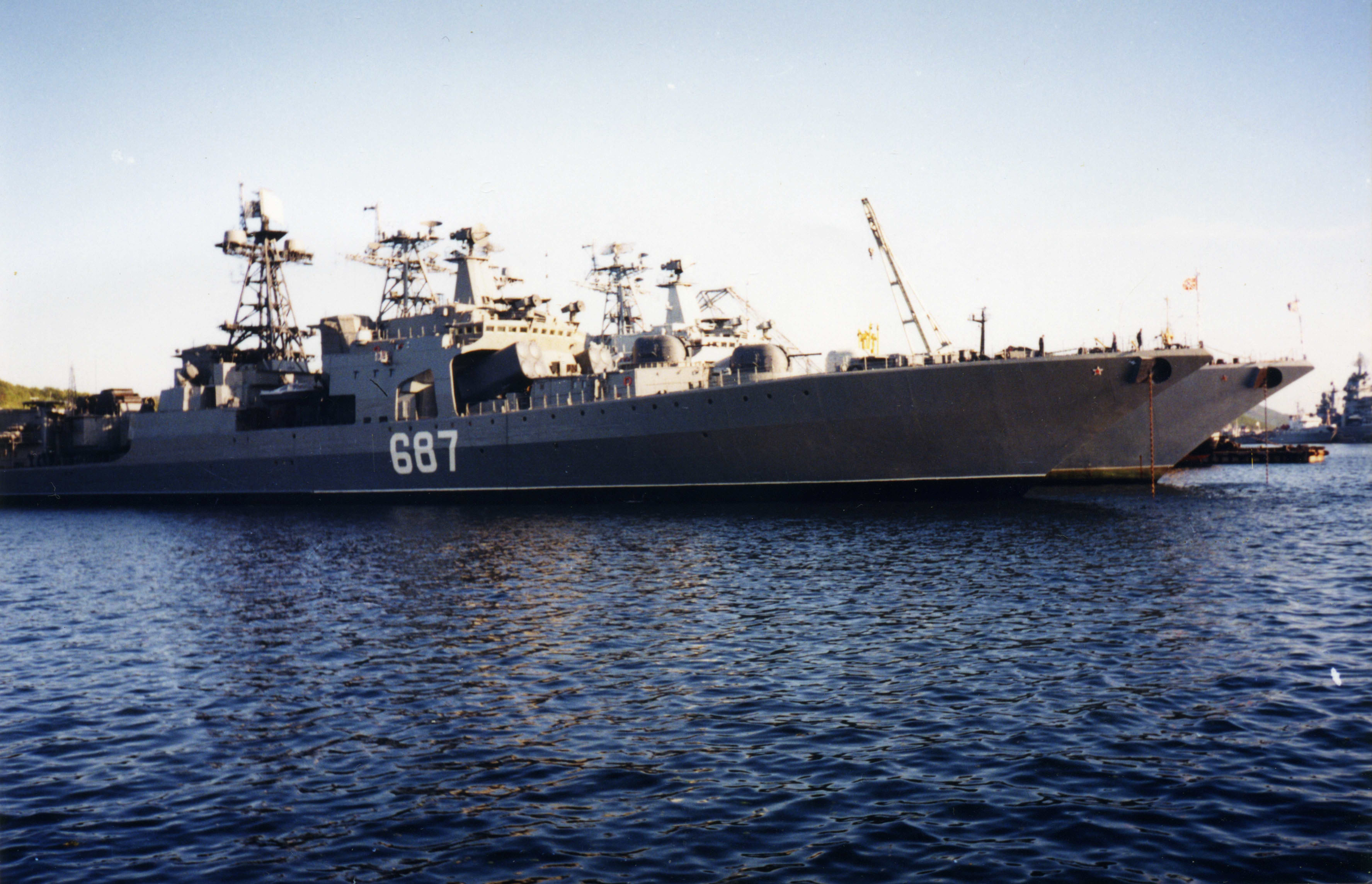
Il Maršal Vasilevskij nell'agosto 1997.